# Massacre de Moura
La massacre de Moura la van dur a terme les Forces Armades de Mali i, segons tots els indicis, mercenaris russos del Grup Wagner entre el 27 i el 31 de març de 2022, a la localitat de Moura, a la regió de Mopti al centre de Mali. Més de 300 civils van ser assassinats.

## Antecedents
Des del gener de 2012, Mali s'ha vist embolicat en una guerra civil entre els insurgents islamistes i el govern malià. França es va unir al conflicte l'any següent, però després del cop d'estat malià del 2020 va anunciar la seva intenció de reduir gradualment el nombre de forces franceses i retirar-les del país. Des de llavors, Mali ha buscat altres maneres d'adquirir ajuda estrangera i, segons alguns informes, ha rebut ajuda d'una empresa militar privada russa anomenada Grup Wagner, que les forces malianes i russes han insistit que hi eren només com a assessors militars. Human Rights Watch va documentar almenys 71 casos individuals de civils executats sumàriament per les forces de seguretat entre desembre de 2021 i març de 2022. Les activitats islamistes també han suscitat preocupació, i el periodista de France24 Wassim Nasr va suggerir que la massacre va ser en part una represàlia pels atacs repetits al poble de Dogofry, al Ségou, per part de membres del Front islamista d'Alliberament de Macina.
La ciutat de Moura, en particular, ha destacat pel "quasi-control" que en tenen els gihadistes, especialment d'Al-Qaeda al Magrib Islàmic (AQMI), que va fer complir la llei de la xaria als vilatans. El 2022, Muhammed Kufa, el segon líder d'AQMI, va ser descobert a la ciutat.

## Massacre
L'operació va començar el 27 de març quan les forces governamentals van entrar a la ciutat de Moura. Els helicòpters militars van aterrar prop del mercat de la ciutat, els soldats van sortir i es van acostar a un grup d'una trentena de gihadistes, que van disparar contra ells, matant almenys dos soldats blancs (probablement del grup Wagner) i un nombre desconegut de militars governamentals. Les forces malianes van contraatacar i van matar vàries persones. Diversos civils van veure com es desenvolupava l'escena i van intentar fugir, però van ser seguits per un helicòpter que semblava disparar deliberadament contra els civils que corrien.
Segons testimonis, els soldats maliens i blancs van procedir desplegant-se per tota la ciutat, bloquejant les sortides i matant qualsevol que intentés fugir. Les forces de seguretat van detenir i interrogar centenars d'homes civils, sovint confiscant-los les seves pertinences, inclosos els seus telèfons. Els homes que es van negar a ser detinguts van ser afusellats a l'acte per mercenaris blancs. Aleshores, els detinguts van ser enviats a la riba del riu on van ser agrupats en grups de 4, 6 o 10 i després executats en massa. Els supervivents van dir a Reuters que els membres dels grups Bobo i Bellah es van veure obligats a cavar fosses comunes.
Els testimonis no tenien la mateixa opiniò sobre els motius pels quals els homes van ser seleccionats per ser executats, i alguns van afirmar que els homes que portaven barba i roba islàmica tradicional eren més propensos a ser atacats a causa de la seva aparença semblant a la dels islamistes. Altres van dir a Human Rights Watch que les persones que havien estat executades eren un objectiu a causa del seu origen ètnic fulani.
L'operació va finalitzar el 31 de març. Un testimoni va dir a Human Rights Watch que havia sentit un funcionari del govern dir-li a algú pel seu walkie-talkie: "Deixeu de matar gent, deixeu-los anar", i els assassinats es van aturar. Almenys tres residents van dir que els militars van fer un discurs després en què van demanar perdó per la massacre.
Segons els informes, uns 100 soldats blancs que parlaven una llengua diferent del francès o l'anglès van participar en el setge. Els vilatans creien que eren mercenaris russos del grup Wagner, ja que havien sentit històries sobre la seva participació en el conflicte a principis d'any. Molts d'aquests mercenaris van ser acusats de ser responsables d'interrogatoris, tortures i execucions massives de civils.

## Desenllaç
L'1 d'abril, el govern malià va anunciar que havia acabat una operació militar de nou dies centrada a la regió de Moura i que més de 203 terroristes havien estat assassinats.
Les publicacions a les xarxes socials que afirmaven que s'havia produït una massacre a la ciutat es van estendre ràpidament al país, provocant una gran polèmica. El 5 d'abril, Human Rights Watch va emetre un detallat informe que detallava el setge, que afirmava que més de 300 civils havien estat assassinats per les forces malianes en el que va anomenar la "pitjor atrocitat" de la història de la guerra de Mali.
L'informe va aixecar l'atenció internacional, i la massacre va rebre condemnes per part del Ministeri d'Afers Exteriors federal alemany, França, el Centre for Civilians in Conflict (CIVIC), el funcionari de la Unió Europea Josep Borrell, Global Affairs, Canadà, i el Departament d'Estat dels Estats Units.
L'alt funcionari de les Nacions Unides, Alioune Tine, va demanar una investigació sobre l'incident el 6 d'abril. El govern de Mali va obrir una investigació l'endemà, que va ser rebuda positivament pels representants de la Missió Integrada d'Estabilització Multidimensional de les Nacions Unides a Mali. Però el 20 d'abril, les Nacions Unides van expressar la seva preocupació perquè Mali no deixava entrar els investigadors a Moura.
La ministra federal alemanya de Defensa, Christine Lambrecht, va dir als periodistes el 9 d'abril que tenia cada cop més dubtes sobre la participació del seu país en el conflicte, ja que "sorgeix llavors la pregunta de si aquesta [intervenció militar alemanya] pot ser compatible amb els nostres valors, sobretot si llavors hem de presenciar atrocitats com a Moura". La ministra d'Afers Exteriors, Annalena Baerbock, va expressar preocupacions similars.
El 8 d'abril, el Ministeri d' Afers Exteriors de Rússia va felicitar les accions de Mali i va qualificar els informes d'una massacre com a "desinformació". Aquell dia, França va redactar una proposta al Consell de Seguretat de les Nacions Unides per investigar les presumptes atrocitats durant la batalla, que va ser rebutjada per Rússia i la Xina per considerar que era prematur obrir una investigació fins que les forces malianes no n'haguessin anunciat una.